# 吉田忠志
吉田 忠志（よしだ ただし、1947年（昭和22年）8月7日 - 2009年（平成21年）8月22日）は、日本の政治家。鳴門市長（1期）、徳島県議会議員（4期）。

## 経歴
徳島県鳴門市里浦町里浦出身。鳴門市里浦小学校、鳴門市第二中学校、徳島県立城南高等学校から、慶應義塾大学法学部法律学科に進み、1969年に卒業。その後、三木武夫の秘書を歴任。
1991年に徳島県議会議員に初当選し、その後4期連続当選。文教厚生委員長、土木委員長、徳島県監査委員会を歴任。鳴門市バレーボール協会長、鳴門市少年野球連盟会長、鳴門市体育協会副会長に就任した。
2007年に鳴門市長に当選したが、在職中の2009年8月22日、肺がんのため死去。62歳没。死没日をもって正六位に叙され、旭日双光章を追贈された。